# Comala
Comala er en romantisk kantate af Niels W. Gade for solister, kor og orkester, med tekst af den tyske cellist og komponist Julius Klengel. Kantaten havde premiere d. 23. marts 1846 i Leipzig, og først to år senere blev værket opført i København. 
Comala var det andet værk af Niels W. Gade, som gjorde brug af den skotske digter James Macphersons digtcyklus Ossian fra omkring 1760. Allerede i 1841 havde Gade haft sit gennembrud som komponist med ouverturen Efterklange af Ossian. Formentlig på baggrund af det tyske publikums store interesse for værker af Richard Wagner, ikke mindst operaen Tannhäuser, valgte Gade at komponere et vokalværk med orkester.
Selvom Comala blev udgivet på noder hos Breitkopf und Härtel i 1855, og senere både i USA og England, blev det ikke til noget hit blandt publikum, og endte som flere andre værker af Gade på hylden helt frem til 1967, hvor det genopførtes i anledning af 150-års dagen for Gades fødsel.

## Diskografi
- Udgave Kontrapunkt: Anne Margrethe Dahl (s), Elisabeth Halling (ms), Hitomi Katagiri (a), Johannes Mannov (b), Canzone-Koret, Sønderjyllands Symfoniorkester, dir. Frans Rasmussen. Indspillet d. 17. og 18. september 1993.